# Дуве, Егор Оттович
Егор Оттович Дуве (1811 — не ранее 1891) — генерал-майор русской императорской армии, действительный статский советник, Невельский и Витебский уездный предводитель дворянства.

## Биография
Происходил из рода Бенеке фон Дуве, внесённого в 1789 году в 3-ю часть, а в декабре 1795 года — в 6-ю часть дворянской родословной книги Витебской губернии. Его представители пользовались сокращенным вариантом фамилии — Дуве.
Егор (Георг) родился в 1811 году в имении Дорожкино Невельского уезда. Его отец — родоначальник рода — Отто Бенеке фон Дуве (ок. 1780 — август 1861) происходил из прусских дворян. На российскую службу, в Семёновский полк он поступил унтер-офицером в апреле 1797 года; вышел в отставку в январе 1801 года в звании поручика. Владел имением Дорожкино, где после окончания Отечественной войны содержалось около 1000 военнопленных; во время войны он деятельно способствовал доставке провианта и фуража в армию Витгенштейна. После окончания войны в 1814—1819 годах активно содействовал строительству Сеньковской и Серуцкой почтовых станций на Санкт-Петербургском тракте, церкви в Поречье, о чём докладывал при личной встрече Александру I в 1817 году. В 1826—1829 годах был Невельским уездным предводителем дворянства. В 1845 году владел 434 душами крепостных крестьян. Мать — урождённая Шарлота фон Шильдер (ок. 1790 — 1870) была родной сестрой русского военного инженера, генерала Карла Андреевича фон Шильдера.  В семье было 7 детей: Елена, Егор (Георг), Надежда, Владимир, Николай, Елизавета и Вера.
Продолжая традиции семьи, Егор Дуве стал офицером. В службу вступил в 1827 году, когда был выпущен прапорщиком из Пажеского корпуса в Учебный сапёрный батальон.
Затем служил по армейской кавалерии; в июне 1831 года был произведён в поручики, а в декабре 1832 года переведён в лейб-гвардии конно-пионерный батальон. Был участником Русско-турецкой войны 1828-1829 годов и польской кампании 1830—1831 годов; был награждён орденом Св. Анны 4-й степени с надписью «За храбрость» — в 1829 году, в 1830 году — 3-й степени с бантом. 
С 1847 года — полковник, с 8 сентября 1855 года — генерал-майор, командир кавалерийской бригады. В 1862 году вышел в отставку. Затем служил по выборам дворянства, был Невельским уездным предводителем дворянства (1865 году переименован в действительные статские советники), в 1871 году — управляющий акцизными сборами Виленской губернии. В 1875—1880 годах снова был в отставке, затем вновь на службе — по февраль 1891 года.

## Награды
- орден Св. Анны 4-й степени с надписью «За храбрость» (1829)
- орден Св. Анны 3-й степени с бантом (1830)
- Знак отличия за военное достоинство 4-й степени (1831)
- Орден Святого Владимира 4-й степени с бантом (1832)
- Орден Святого Станислава 2-й степени (1837; императорская корона к ордену — 1842)
- орден Св. Анны 2-й степени (1845; императорская корона к ордену — 1850)
- Орден Святого Владимира 3-й степени (1850)
- Орден Святого Георгия 4-й степени за 25 лет выслуги в офицерских чинах (1851)
- Орден Святого Станислава 1-й степени (1864)
- медали: «За взятие приступом Варшавы» в 1831 г., «За усмирение Венгрии и Трансильвании» 1849 г., «В память русско-турецкой войны 1853—1856 гг.» и др.

## Семья
Женился на дочери полковника артиллерии Александре Гавриловне Ильинской, у них родилось 9 детей: Ольга, Николай, Владимир, Александр, Антонина, Михаил, Надежда, Евгения и Георгий, которые в ноябре 1860 года были сопричислены к дворянскому роду фон Дуве.